# Webometrie
Die Webometrie (engl. „webometrics“) ist eine Forschungsrichtung, die mit Hilfe von Messungen das World Wide Web untersucht.

## Geschichte & Ziele
Webometrische Forschung gibt es seit Mitte der 1990er Jahre. Sie untersucht unter anderem die Anzahl und die Verlinkung von Webseiten, die sich daraus ergebenden Strukturen und das Verhalten von Internetnutzern.
Bei der Extraktion von Informationen aus dem World Wide Web bedient sich die Webometrie Methoden der Data-Mining und der Graphentheorie. Zur Datenerhebung werden meist Suchmaschinen oder Webcrawler eingesetzt. Ausgewertet werden unter anderem:
1. Die Inhalte und Eigenschaften von Webseiten und anderen Netzangeboten (unter anderem mit Verfahren der Linguistik beziehungsweise Computerlinguistik)
2. Die Verlinkung der Seiten untereinander beziehungsweise die sich daraus bildende Netzwerkstruktur
3. Das Verhalten von Internetnutzern, zum Beispiel beim Browsen, Suchen und Schreiben

Das Ziel ist zum einen der Erwerb von Kenntnissen über Struktur und Entwicklung des World Wide Webs bzw. von Teilbereichen und zum anderen ein besseres Auffinden von Informationen im Web durch Bedienung des Information Retrievals mit Messungen.
Beispiel für durch Webometrie gewonnene Informationen sind Angaben über das Wachstum und die Größe des World Wide Web, sowie Verfahren, mit denen sich Verwandtschaften zwischen verschiedenen Seiten feststellen lassen, oder mit denen sich die Popularität einer Seite bestimmen lässt (siehe zum Beispiel den PageRank-Algorithmus der Suchmaschine Google).
Die Webometrie ist eng verwandt mit der Informetrie, Bibliometrie, Scientometrie, und dem Web Mining. Bei der Untersuchung von Webseiten und Hyperlinks gibt es Parallelen zur Untersuchung von Zeitschriftenartikeln und Zitationen in der Bibliometrie. Um daran anzuknüpfen, wurde für Weblinks von Ronald Rousseau der Begriff Sitation geprägt. Allerdings weist das Web auch grundlegende Unterschiede zu anderen Medien auf. So ist aufgrund von Updates ein Zeitpunkt der Veröffentlichung einer Webseite nur schwer festzumachen.
Im Unterschied zur Webometrie bezeichnet der Begriff Cybermetrie (engl. „cybermetrics“) die quantitative Untersuchung aller Internetdienste. Sie schließt neben dem World Wide Web auch E-Mail, Newsgroups etc. mit ein.

## Verfahren
- Clusteranalyse
- Pfadanalyse, Themenverfolgung

## Aussagen und Fragen
- Web Impact Factor (siehe auch Impact Factor)
- Aufteilung in Cluster von Communities (Hubs, Portale) und transversale Links
- Ermittlung von Hubs und Authorities
- Beurteilung von Suchmaschinen
- Kleine-Welt-Phänomen
- Ranking-Verfahren
- Gründe für das Einrichten von Links
- How much information[1] (2003) Untersuchung der Größe des Internets in verschiedenen Bereichen

## Wissenschaftler
Nach einer auf 1178 Artikeln aus zehn Zeitschriften der Bibliotheks- und Informationswissenschaft basierenden Studie von Olle Persson für den Zeitraum von 2000 bis 2002 wurden die folgenden Wissenschaftler im Bereich der Webometrie am häufigsten gemeinsam zitiert:
Lennart Björneborn, Blaise Cronin, Leo Egghe, Peter Ingwersen, Ronald Rousseau, Alastair Smith, Mike Thelwall, Liwen Vaughan
Alle von ihnen sitzen auch im Editorial Board der Zeitschrift Cybermetrics, deren Gründer Isidro Aguillo ist.
Weitere: Judit Bar-Ilan, Hildrun Kretschmer

### Fachzeitschriften
Artikel zu webometrischen Themen wurden und werden unter anderem in folgenden wissenschaftlichen Fachzeitschriften behandelt:
- Cybermetrics ISSN 1137-5019
- Scientometrics ISSN 0138-9130
- Journal of the American Society for Information Science (JASIST) ISSN 1532-2882
- Online Information Review ISSN 1468-4527
- Journal of Information Science ISSN 0165-5515
- Journal of Documentation ISSN 0022-0418
- Webology ISSN 1735-188X